# Dryophytes wrightorum
A Dryophytes wrightorum a kétéltűek (Amphibia) osztályának békák (Anura) rendjébe, a levelibéka-félék (Hylidae) családjába, azon belül a Hylinae alcsaládba tartozó faj.

## Előfordulása
A faj Mexikóban és az Egyesült Államokban honos. Természetes élőhelye a mérsékelt égövi erdők, rétek, folyók és édesvízű mocsarak. A fajra élőhelyének elvesztése jelent fenyegetést.